# Dybdeøkologi
Dybdeøkologien udsprang oprindeligt af etiske overvejelser over miljøproblemerne. Bevægelsen er kendt for udtalelser om, at Jordens bæredygtighed for menneskelige populationer er begrænset, og at den på langt sigt ikke kan bære mere end to milliarder personer, hvis de skal leve på et tåleligt teknologisk niveau.
Det var den norske filosof Arne Næss der skabte begrebet dybdeøkologi på en konference i 1972. Senere fremlagde han det på tryk i en mindre artikel og i 1974 udkom bogen Økologi, samfunn og livsstil, hvor tankerne blev gennemarbejdet. I den senere, engelsksprogede udgave fra 1989 fik begrebet en mere filosofisk begrundelse. Næss' tanker blev taget op af Bill Devall og George Sessions, og fra omkring 1980 var teorien almindeligt kendt, og det fremkaldte en righoldig samling af fagfilosofisk litteratur om dybdeøkologi.

## Gennemslagskraft
Bevægelsen har haft mange teorier og forskellige udløbere, men de fleste tilhængere forstår den mere som en åndelig retning end som videnskab.[kilde mangler] På den måde ligner den fredningssagen. Nogle af dybdeøkologiens læresætninger er senere indgået i tankesættet hos Gaiabevægelsen og tilsvarende retninger, og der er kun få, som selv kalder sig "dybdeøkologer". Filosoffen Arne Næss argumenterer dog stadig for en dybdeøkologisk holdning til miljøproblemerne.
Dybdeøkologien har haft tilsvarende, ringe gennemslagskraft over for retninger som de grønne, miljøbevægelsen eller fredsbevægelsen, som i højere grad har kæmpet mod farerne for menneskelig udslettelse gennem atomkrig eller anvendelse af andre masseødelæggelsesvåben.
Dybdeøkologerne har dog haft væsentlig indflydelse på den økologiske forskning[kilde mangler] ved at tvinge den til at undersøge menneskers betydning for økosystemerne og til at forstå mennesket som én art blandt mange, som er underlagt de samme vilkår for populationsudvikling og –udslettelse. Det har vist sig, at vores art kan undersøges med de samme metoder og ud fra synsvinkler, som ikke gør den til noget specielt.
Dybdeøkologer forkaster udtrykket "miljøbevægelse", som de anser for at være antropocentrisk, og på den måde har de medvirket til en klargøring af den økologiske bevidsthed. Derimod accepterer de betegnelsen "de grønne", som forstås i bred betydning, sådan at den f.eks. også omfatter støtte til fredsbevægelsen.

## Dybdeøkologiens grundsætninger
1. Udfoldelse og velfærd for alt menneskeligt og ikke-menneskeligt liv på Jorden har værdi i sig selv (synonymer: egenværdi, iboende værdi). Disse værdier er uafhængige af nytteværdien for menneskelige formål.
2. Livsformernes rigdom og variation bidrager til at realisere disse værdier og har også værdi i sig selv.
3. Mennesker har ingen ret til at reducere denne rigdom og mangfoldighed medmindre det gøres for at tilfredsstille vitale behov.
4. En væsentlig reduktion af befolkningstallet er forenelig med blomstring af menneskets liv og kultur. Blomstring af ikke-menneskeligt liv kræver en sådan nedgang.
5. Menneskets nuværende indblanding i den ikke-menneskelige verden er uden mådehold, og situationen forværres hurtigt.
6. Dette kræver en omlægning af politikken, som vil berøre grundlæggende økonomiske, teknologiske og ideologiske strukturer. Den tilstand, som disse ændringer vil resultere i, vil blive grundlæggende anderledes end den nuværende.
7. Den ideologiske forandring består i at værdsætte livskvalitet (som ligger i situationer med iboende værdi) snarere end at tilslutte sig en stadig højere levestandard. Man vil i dybtfølt grad blive opmærksom på forskellen mellem stor og storsnudet.
8. De som tilslutter sig de foregående punkter har en forpligtelse til direkte eller indirekte at prøve at virkeliggøre de nødvendige forandringer[2].